# David Busst
David Busst (30 de junio de 1967) es un exfutbolista inglés y exoficial de la comunidad de fútbol y entrenador. Busst jugó la mayor parte de su carrera en el Coventry City. Sufrió una fractura de tibia y peroné durante un partido contra el Manchester United que fue tan grave, que puso fin a su carrera. Esta lesión es a menudo considerada como la lesión más horrible de la historia de la Premier League hasta la fecha. Busst trabaja actualmente para el Coventry City como Director de Fútbol de la Comunidad.

## Historia
Busst jugaba como defensor, y comenzó su carrera en Moor Green en Solihull, antes de pasar al Coventry City en 1991. Fue un sólido y respetado defensor. Aunque nunca ha representado a su país, su nombre se mencionó como potencial jugador de la Selección de Inglaterra antes de su devastadora lesión. 
Su carrera como jugador terminó el 8 de abril de 1996, durante el partido del Coventry contra el Manchester United. A los dos minutos del partido, Busst chocó con los jugadores del United Denis Irwin y Brian McClair, sufriendo fractura expuesta en la tibia y el peroné de su pierna derecha. La fractura fue tal, que los huesos fracturados formaron un ángulo de casi 90 grados. No fue, sin embargo, la fractura lo que terminó su carrera, sino las infecciones que sufrió después. El partido tuvo que ser detenido durante 12 minutos mientras la sangre se limpiaba del campo. Es recordado el hecho de que el portero del Manchester United, Peter Schmeichel vomitó en la cancha al ver la lesión y tuvo que recibir ayuda psicológica, junto con otros jugadores.  La lesión es citada como una de las peores en la historia del fútbol. Las recientes lesiones sufridas por Oupa Ngulube y Eduardo da Silva, han sido comparadas con la lesión de Busst por muchos observadores. 
Las lesiones de Busst fueron tan graves que en un momento dado corrió el riesgo de que su pierna fuera amputada. Cuando estuvo en el hospital, Busst contrajo una infección de estafilococos y esto causó un mayor daño a los tejidos y los músculos de la parte lesionada de la pierna. A pesar de haber tenido 26 operaciones, Busst continuó siendo miembro del equipo de Coventry, pero nunca jugó nuevamente y se retiró siguiendo los consejos de sus médicos, el 6 de noviembre de 1996 a la edad de 29 años. 
El partido homenaje a Busst, jugado en mayo de 1997 contra el Manchester United, tuvo todas las entradas agotadas.  David es un seguidor del Leeds United, como se mencionó en el programa "Under the Moon", con Danny Kelly. 
Desde su retiro, ha trabajado para el cuerpo técnico del Coventry, trabajando en el programa comunitario, del que es ahora director. Mientras tanto, Busst también se ha capacitado como entrenador, ganando varias placas de entrenamiento de la UEFA. Busst, fue gerente del Evesham United, después de haberse hecho cargo de Solihull Borough. En la actualidad actúa como cobertura defensiva de Highgate United de la Primera División de la Midland Combination donde su hermano, Paul, es asistente del gerente del club.